# Wyspy Duff

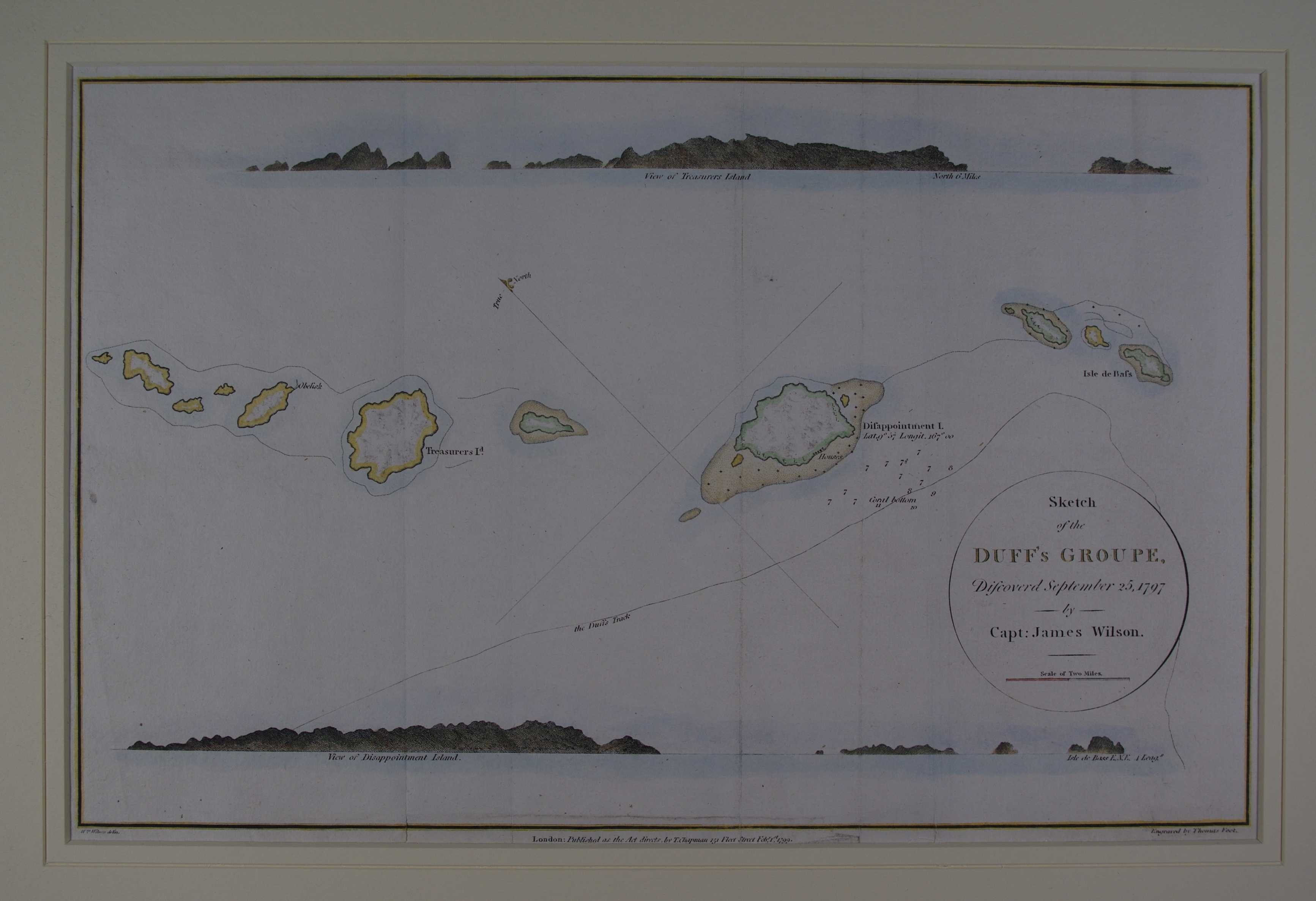
Mapa Wysp Duff z 1797

Wyspy  Duff – archipelag, leżący na północny wschód od Wysp Santa Cruz w prowincji Temotu na Wyspach Salomona. Znane są też jako Wyspy Wilsona, co pochodzi od kapitana Jamesa Wilsona, dowodzącego statkiem Duff, należącym do London Missionary Society, który dotarł na archipelag w 1797 roku. Łańcuch ma długość 32 kilometrów.

## Geografia Wysp Duffa
W skład archipelagu wchodzą 3 główne grupy wysp:
- na południu:
  - Taumako, największa z wysp – 9°57′S 167°13′W/-9,950000 -167,216667; pow. 10,51 km²; dł. 5,7 km; szer. 3,8 km; najwyższe wzniesienie 400 m n.p.m.; 439 mieszkańców (1999 r.)
  - Tahua – dł. 150 m, szer. 100 m
  - Tohua
- położone na wschodzie Wyspy Bass:
  - Lua
  - Kaa
  - Loreva;
- najbardziej wysunięte na zachód:
  - Tuleki (Anula)
  - Elingi (Wyspa Obelisk)
  - Te Aku (Te Ako)
  - Lakao
  - Ulaka

Często uważa się, że rafa Hallie Jackson należy do tej grupy. Jest ona położona aż 45 km na zachód od reszty wysp. Instrukcje do żeglowania z 1969 roku podają, że znajdują się w miejscu: 9°44'S, 166°07'E na głębokości 24 stóp. Instrukcje z 2010 roku w ogóle nie wspominają o wyspach, musiały więc zaniknąć.

## Historia
Chociaż statek Duff doprowadził do zasiedlenia wysp przez Brytyjczyków, nie dotarł tam jako pierwszy. Najpierw dotarł tam Pedro Fernández de Quirós, który zacumował tam 8 kwietnia 1606 roku. Mieszkańcy nazwali te wyspy Taumako; natomiast w dzienniku Quirósa pojawiły się jako Nuestra Señora del Socorro (Matki Bożej Nieustającej Pomocy). Pierwsza ludzka bytność potwierdzona odkryciami archeologicznymi pochodzi najprawdopodobniej z IX w. przed Chrystusem, ale zostały częściowo opuszczone w I tysiącleciu n.e.

## Demografia i współczesność
Mieszkańcy wysp są Polinezyjczykami, posługującymi się językiem pileni, należącym do gałęzi samoańskiej języków polinezyjskich. Mieszkańców jest 511 (2009 r.), większość z nich na Taumako (439 osób). Tradycyjnym źródłem utrzymania jest rolnictwo i łowienie ryb (do czego przeznaczone są tradycyjne łodzie mieszkańców). Na żadnej z wysp nie ma dróg, elektryczności, telefonów ani lotniska. Kontakt ze światem zewnętrznym utrzymywany jest za pomocą radia na baterie w marinie i statku towarowego, docierającego do Taumako.